# Liste der Nummer-eins-Hits in Australien (1981)
Diese Liste enthält alle Nummer-eins-Hits in Australien im Jahr 1981. Grundlage sind die Top 50 der australischen Charts der ARIA. Es gab in diesem Jahr 18 Nummer-eins-Singles und 15 Nummer-eins-Alben.

## Singles
| ← 1980 ← | Liste der Nummer-eins-Hits in Australien | Liste der Nummer-eins-Hits in Australien | Liste der Nummer-eins-Hits in Australien                                                                              | 1982 →                    |
| \| Zeitraum \| Wo. ges. \| Interpret \| Titel Autor(en) \| Zusätzliche Informationen \| \| (Zeitraum, Wochen auf Platz eins, Interpret, Titel, Autor[en], zusätzliche Informationen) \| \| \| \| \| \| ----------------------------------------------------------------------------------------- \| -------- \| -------------------------- \| --------------------------------------------------------------------------------------------------------------------- \| ------------------------- \| \| 24. November 1980 – 18. Januar 1981 8 Wochen \| 8 \| Joe Dolce \| Shaddap You Face Joseph Dolce \| – \| \| 19. Januar 1981 – 15. Februar 1981 4 Wochen \| 4 \| John Lennon \| (Just Like) Starting Over John Winston Lennon \| – \| \| 16. Februar 1981 – 1. März 1981 2 Wochen \| 2 \| Slim Dusty \| Duncan Patrick Anthony Alexander \| – \| \| 2. März 1981 – 22. März 1981 3 Wochen \| 3 \| The Swingers \| Counting the Beat Mark John Hough, Wayne Stevens, Philip Raymond Judd \| – \| \| 23. März 1981 – 26. April 1981 5 Wochen \| 5 \| Adam and the Ants \| Antmusic Adam Ant, Marco Pirroni \| – \| \| 27. April 1981 – 10. Mai 1981 2 Wochen \| 2 \| Sheena Easton \| 9 to 5 (Morning Train) Florrie Palmer \| – \| \| 11. Mai 1981 – 7. Juni 1981 4 Wochen \| 4 \| Roxy Music \| Jealous Guy John Winston Lennon \| – \| \| 8. Juni 1981 – 14. Juni 1981 1 Woche \| 1 \| Shakin’ Stevens \| This Ole House Stuart Hamblen \| – \| \| 15. Juni 1981 – 19. Juli 1981 5 Wochen \| 5 \| Kim Carnes \| Bette Davis Eyes Sharon Lee Myers, Donna Terry Weiss \| – \| \| 20. Juli 1981 – 16. August 1981 4 Wochen \| 4 \| Stars on 45 \| Stars on 45 Jacobus Eggermont, Martinus Duiser \| – \| \| 17. August 1981 – 30. August 1981 2 Wochen (insgesamt 3) \| 3 \| Devo \| DEV-O Live (EP) Gerald V. Casale, Mark Allen Mothersbaugh, Robert Curtis Lewis, Susan Ann Schmidt, Deborah Lynn Smith \| – \| \| 31. August 1981 – 6. September 1981 1 Woche \| 1 \| Rick Springfield \| Jessie’s Girl Rick Springfield \| – \| \| 7. September 1981 – 13. September 1981 1 Woche (insgesamt 3) \| 3 \| Devo \| DEV-O Live (EP) Gerald V. Casale, Mark Allen Mothersbaugh, Robert Curtis Lewis, Susan Ann Schmidt, Deborah Lynn Smith \| – \| \| 14. September 1981 – 4. Oktober 1981 3 Wochen \| 3 \| Shakin’ Stevens \| You Drive Me Crazy Ronald Frank Harwood \| – \| \| 5. Oktober 1981 – 1. November 1981 4 Wochen \| 4 \| Diana Ross & Lionel Richie \| Endless Love Lionel B. Richie Jr. \| – \| \| 2. November 1981 – 8. November 1981 1 Woche \| 1 \| Billy Field \| You Weren’t in Love with Me Billy Field \| – \| \| 9. November 1981 – 15. November 1981 1 Woche \| 1 \| The Rolling Stones \| Start Me Up Mick Jagger, Keith Richards \| – \| \| 16. November 1981 – 20. Dezember 1981 5 Wochen \| 5 \| Olivia Newton-John \| Physical Stephen Alan Kipner, Terence John Shaddick \| – \| \| 21. Dezember 1981 – 31. Januar 1982 6 Wochen \| 6 \| Men at Work \| Down Under Musik: Colin James Hay, Ronald Graham Strykert; Text: Colin James Hay \| – \| |                                          |                                          | |                           |
| ← 1980 |                                          |                                          | | → 1982 →                  |
| Zeitraum | Wo. ges.                                 | Interpret                                | Titel Autor(en) | Zusätzliche Informationen |
| (Zeitraum, Wochen auf Platz eins, Interpret, Titel, Autor[en], zusätzliche Informationen) |                                          |                                          | |                           |
| 24. November 1980 – 18. Januar 1981 8 Wochen | 8                                        | Joe Dolce                                | Shaddap You Face Joseph Dolce                                                                                         | –                         |
| 19. Januar 1981 – 15. Februar 1981 4 Wochen | 4                                        | John Lennon                              | (Just Like) Starting Over John Winston Lennon                                                                         | –                         |
| 16. Februar 1981 – 1. März 1981 2 Wochen | 2                                        | Slim Dusty                               | Duncan Patrick Anthony Alexander                                                                                      | –                         |
| 2. März 1981 – 22. März 1981 3 Wochen | 3                                        | The Swingers                             | Counting the Beat Mark John Hough, Wayne Stevens, Philip Raymond Judd                                                 | –                         |
| 23. März 1981 – 26. April 1981 5 Wochen | 5                                        | Adam and the Ants                        | Antmusic Adam Ant, Marco Pirroni                                                                                      | –                         |
| 27. April 1981 – 10. Mai 1981 2 Wochen | 2                                        | Sheena Easton                            | 9 to 5 (Morning Train) Florrie Palmer                                                                                 | –                         |
| 11. Mai 1981 – 7. Juni 1981 4 Wochen | 4                                        | Roxy Music                               | Jealous Guy John Winston Lennon                                                                                       | –                         |
| 8. Juni 1981 – 14. Juni 1981 1 Woche | 1                                        | Shakin’ Stevens                          | This Ole House Stuart Hamblen                                                                                         | –                         |
| 15. Juni 1981 – 19. Juli 1981 5 Wochen | 5                                        | Kim Carnes                               | Bette Davis Eyes Sharon Lee Myers, Donna Terry Weiss                                                                  | –                         |
| 20. Juli 1981 – 16. August 1981 4 Wochen | 4                                        | Stars on 45                              | Stars on 45 Jacobus Eggermont, Martinus Duiser                                                                        | –                         |
| 17. August 1981 – 30. August 1981 2 Wochen (insgesamt 3) | 3                                        | Devo                                     | DEV-O Live (EP) Gerald V. Casale, Mark Allen Mothersbaugh, Robert Curtis Lewis, Susan Ann Schmidt, Deborah Lynn Smith | –                         |
| 31. August 1981 – 6. September 1981 1 Woche | 1                                        | Rick Springfield                         | Jessie’s Girl Rick Springfield                                                                                        | –                         |
| 7. September 1981 – 13. September 1981 1 Woche (insgesamt 3) | 3                                        | Devo                                     | DEV-O Live (EP) Gerald V. Casale, Mark Allen Mothersbaugh, Robert Curtis Lewis, Susan Ann Schmidt, Deborah Lynn Smith | –                         |
| 14. September 1981 – 4. Oktober 1981 3 Wochen | 3                                        | Shakin’ Stevens                          | You Drive Me Crazy Ronald Frank Harwood                                                                               | –                         |
| 5. Oktober 1981 – 1. November 1981 4 Wochen | 4                                        | Diana Ross & Lionel Richie               | Endless Love Lionel B. Richie Jr.                                                                                     | –                         |
| 2. November 1981 – 8. November 1981 1 Woche | 1                                        | Billy Field                              | You Weren’t in Love with Me Billy Field                                                                               | –                         |
| 9. November 1981 – 15. November 1981 1 Woche | 1                                        | The Rolling Stones                       | Start Me Up Mick Jagger, Keith Richards                                                                               | –                         |
| 16. November 1981 – 20. Dezember 1981 5 Wochen | 5                                        | Olivia Newton-John                       | Physical Stephen Alan Kipner, Terence John Shaddick                                                                   | –                         |
| 21. Dezember 1981 – 31. Januar 1982 6 Wochen | 6                                        | Men at Work                              | Down Under Musik: Colin James Hay, Ronald Graham Strykert; Text: Colin James Hay                                      | –                         |

## Alben
| ← 1980 ← | Liste der Nummer-eins-Hits in Australien | Liste der Nummer-eins-Hits in Australien | Liste der Nummer-eins-Hits in Australien | 1982 →                    |
| \| Zeitraum \| Wo. ges. \| Interpret \| Titel \| Zusätzliche Informationen \| \| (Zeitraum, Wochen auf Platz eins, Interpret, Titel, zusätzliche Informationen) \| \| \| \| \| \| ------------------------------------------------------------------------------ \| -------- \| ---------------------------- \| -------------------- \| ------------------------- \| \| 23. Dezember 1980 – 1. März 1981 10 Wochen \| 10 \| John Lennon & Yoko Ono \| Double Fantasy \| – \| \| 2. März 1981 – 8. März 1981 1 Woche \| 1 \| The Police \| Zenyattà Mondatta \| – \| \| 9. März 1981 – 15. März 1981 1 Woche \| 1 \| AC/DC \| Back in Black \| – \| \| 16. März 1981 – 12. April 1981 4 Wochen \| 4 \| Dr. Hook & the Medicine Show \| Greatest Hits \| – \| \| 13. April 1981 – 26. April 1981 2 Wochen \| 2 \| Cold Chisel \| Swingshift \| – \| \| 27. April 1981 – 17. Mai 1981 3 Wochen \| 3 \| Split Enz \| Corroboree \| – \| \| 18. Mai 1981 – 5. Juli 1981 7 Wochen \| 7 \| The Beatles \| The Beatles’ Ballads \| – \| \| 6. Juli 1981 – 19. Juli 1981 2 Wochen \| 2 \| Billy Field \| Bad Habits \| – \| \| 20. Juli 1981 – 2. August 1981 2 Wochen \| 2 \| Stars on 45 \| Longplay Album \| – \| \| 3. August 1981 – 13. September 1981 6 Wochen \| 6 \| Australian Crawl \| Sirocco \| – \| \| 14. September 1981 – 20. September 1981 1 Woche \| 1 \| (Verschiedene Interpreten) \| Hitwave ’81 \| – \| \| 21. September 1981 – 27. September 1981 1 Woche \| 1 \| Stevie Nicks \| Bella Donna \| – \| \| 28. September 1981 – 13. Dezember 1981 11 Wochen \| 11 \| The Rolling Stones \| Tattoo You \| – \| \| 14. Dezember 1981 – 20. Dezember 1981 1 Woche \| 1 \| The Police \| Ghost in the Machine \| – \| \| 21. Dezember 1981 – 31. Januar 1982 6 Wochen (insgesamt 9) \| 9 \| Men at Work \| Business as Usual \| – \| |                                          |                                          |                                          |                           |
| ← 1980 |                                          |                                          |                                          | → 1982 →                  |
| Zeitraum | Wo. ges.                                 | Interpret                                | Titel                                    | Zusätzliche Informationen |
| (Zeitraum, Wochen auf Platz eins, Interpret, Titel, zusätzliche Informationen) |                                          |                                          |                                          |                           |
| 23. Dezember 1980 – 1. März 1981 10 Wochen | 10                                       | John Lennon & Yoko Ono                   | Double Fantasy                           | –                         |
| 2. März 1981 – 8. März 1981 1 Woche | 1                                        | The Police                               | Zenyattà Mondatta                        | –                         |
| 9. März 1981 – 15. März 1981 1 Woche | 1                                        | AC/DC                                    | Back in Black                            | –                         |
| 16. März 1981 – 12. April 1981 4 Wochen | 4                                        | Dr. Hook & the Medicine Show             | Greatest Hits                            | –                         |
| 13. April 1981 – 26. April 1981 2 Wochen | 2                                        | Cold Chisel                              | Swingshift                               | –                         |
| 27. April 1981 – 17. Mai 1981 3 Wochen | 3                                        | Split Enz                                | Corroboree                               | –                         |
| 18. Mai 1981 – 5. Juli 1981 7 Wochen | 7                                        | The Beatles                              | The Beatles’ Ballads                     | –                         |
| 6. Juli 1981 – 19. Juli 1981 2 Wochen | 2                                        | Billy Field                              | Bad Habits                               | –                         |
| 20. Juli 1981 – 2. August 1981 2 Wochen | 2                                        | Stars on 45                              | Longplay Album                           | –                         |
| 3. August 1981 – 13. September 1981 6 Wochen | 6                                        | Australian Crawl                         | Sirocco                                  | –                         |
| 14. September 1981 – 20. September 1981 1 Woche | 1                                        | (Verschiedene Interpreten)               | Hitwave ’81                              | –                         |
| 21. September 1981 – 27. September 1981 1 Woche | 1                                        | Stevie Nicks                             | Bella Donna                              | –                         |
| 28. September 1981 – 13. Dezember 1981 11 Wochen | 11                                       | The Rolling Stones                       | Tattoo You                               | –                         |
| 14. Dezember 1981 – 20. Dezember 1981 1 Woche | 1                                        | The Police                               | Ghost in the Machine                     | –                         |
| 21. Dezember 1981 – 31. Januar 1982 6 Wochen (insgesamt 9) | 9                                        | Men at Work                              | Business as Usual                        | –                         |